# 강낙연
강낙연(1967년 9월 21일~)은 대한민국의 알파인 스키 선수 출신 알파인 스키 지도자로, 선수시절 1988년 동계 올림픽에 참가했다.